# Pic Kiama
Le pic Kiama est une montagne du Mayombe. Elle sert de frontière internationale avec la rivière Shiloango et la ligne de partage des eaux le séparant du pic Bombo, entre le Congo-Kinshasa et le Congo-Brazzaville depuis le 23 décembre 1908.